# Kameňany
Kameňany este o comună slovacă, aflată în districtul Revúca din regiunea Banská Bystrica. Localitatea se află la altitudinea de 246 m deasupra n.m., se întinde pe o suprafață de 31,34 km2 și în 2017 număra 880 de locuitori. Se învecinează cu Jelšava, Prihradzany, Držkovce, Višňové, Revúca, Rybník, Sása, Rákoš, Revúca și Nandraž.

## Istoric
Localitatea Kameňany este atestată documentar din 1243.

## Demografie
| An:                | 1994 | 2004    | 2014    | 2024   |
| ------------------ | ---- | ------- | ------- | ------ |
| Număr de persoane: | 638  | 706     | 826     | 851    |
| Diferență:         |      | +10,65% | +16,99% | +3,02% |

| An:                | 2023 | 2024   |
| ------------------ | ---- | ------ |
| Număr de persoane: | 843  | 851    |
| Diferență:         |      | +0,94% |